# 尼維斯鎮區 (明尼蘇達州哈伯德縣)
尼維斯鎮區（英語：Nevis Township）是位於美國明尼蘇達州哈伯德縣的一個行政鎮區。

## 地方資料
尼維斯鎮區的面積為86.82平方千米，當中陸地面積為73.28平方千米，而水域面積為13.54平方千米。根據2020年美國人口普查的數據，當地共有人口1143人，而人口密度為每平方千米13.17人。